# کوزاهوم (آرکانزاس)
کوزاهوم (به انگلیسی: Cozahome) یک منطقهٔ مسکونی در ایالات متحده آمریکا است که در شهرستان سیرسی، آرکانزاس واقع شده‌است. کوزاهوم ۳۶۶٫۹۸ متر بالاتر از سطح دریا واقع شده‌است.